# 馬家廟戰鬥
馬家廟戰鬥發生於1939年12月3日－11日，地點則是在中國晉南夏陽一帶（今夏县泗交镇马家庙一带）。是抗日戰爭主要戰鬥之一，交戰一方為中華民國國民革命軍，另一方則為日軍。